# Apalachees
|  | Aquest article tracta sobre el grup humà. Si cerqueu la llengua muskogi, vegeu «apalachee». |

Els apalachee eren una tribu muskogi de Florida, el nom dels quals prové del choctaw i vol dir "gent de l'altre cantó".

## Localització

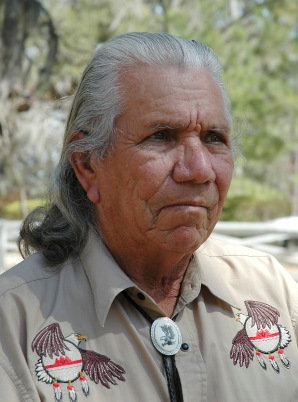
Gilmer Bennett, cap de la Banda Talimali d'Apalachees

Vivien al nord-oest de Florida, entre els rius Aucilla i Apalachicola, a la badia d'Apalachee, vora l'actual Tallahassee.

## Demografia
El 1600 eren 25.000, però foren reduïts a 8.000 indis el 1655 i a 5.000 el 1676. Actualment se'ls considera extints, ja que els supervivents s'integraren en els creek i choctaw. Nogensmenys, uns 300 que viuen a Louisiana lluiten des de fa anys pel seu reconeixement com a Nació Apalachee.

## Costums
Es dividien en clans per línia matriarcal; els caps eren hereditaris, i probablement, també per línia materna.
Eren industriosos, i conreaven moresc, taronges i carabasses, alhora que també tenien fama de bons guerrers.
Antigament vivien en unes 20 viles fetes de cases de pals i fulls de palmera, que després tindria cadascuna la seva missió franciscana

## Història
Reberen per primer cop els espanyols Pánfilo de Narváez el 1528 i Hernando de Soto el 1539, als quals es mostraren hostils des d'un principi. I cap al 1600 van rebre missioners franciscans que els van evangelitzar i convertir gairebé a tots el 1633.
Cap al 1655 tenien vuit ciutats, però més tard, el 1656, es revoltaren amb els timucua, tot i que es mantingueren com aliats dels espanyols, cosa que repetiren el 1657 perquè els obligaren a treballar a Saint Augustine. Tot i així, foren atacats sovint pels creek, esperonats pels anglesos.
El 1702 s'aliaren amb els espanyols i atacaren Carolina del Sud, però el 1703 foren vençuts per un combinat d'anglesos i creek. Cap al 1705 foren vençuts definitivament i gairebé exterminats tots. El colonel James Moore en capturà uns 1.400 i els va dur a Carolina del Sud com a esclaus dels creek, que a poc a poc els assimilaren a la tribu.
Els que restaven a Florida el 1715, ajudaren a la revolta yamasee i per això hagueren de marxar a Mobile amb els francesos el 1763, on els assimilaren i mestissaren. El 1819 els dispersaren i foren integrats dins els seminola.
Nogensmenys, des del 1997 dirigits pel holata (cap) Gilmer Bennett de la Banda Talimali Band dels indis Apalachee, lluiten pel seu reconeixement a nivell federal com a nació ameríndia, però encara no està reconeguda.